# سيريل غراف
سيريل غراف (بالفرنسية: Cyril Graff)‏ هو لاعب رماية فرنسي، ولد في 11 سبتمبر 1980 في نانسي في فرنسا.

## وصلات خارجية
- سيريل غراف على موقع الاتحاد الدولي (الإنجليزية)
- سيريل غراف على موقع أوليمبيديا (الإنجليزية)
- سيريل غراف على موقع اللجنة الأولمبية الفرنسية (مؤرشف) (الفرنسية)